# Бял снежноплодник
Белите снежноплодници (Symphoricarpos albus) са вид растения от семейство Бъзови (Caprifoliaceae).
Таксонът е описан за пръв път от американския ботаник Сидни Фей Блейк през 1914 година.